# Oberon (měsíc)
Oberon je jeden ze čtyř největších Uranových měsíců (společně s měsíci Ariel, Umbriel a Titania).
Od planety je vzdálen 583 520 kilometrů. Jeho poloměr je 761,4 kilometrů a hmotnost cca 3,014×1021 kg, oběžná doba je 13,4632 dne.
Byl objeven Williamem Herschelem už 11. ledna 1787. Podrobnější průzkum provedla a snímky měsíce pořídila sonda Voyager 2 při svém průletu v lednu 1986.
Podobně jako ostatní měsíce Uranu nese Oberon své jméno podle jedné z postav díla Williama Shakespeara.